# Antonio Boldù
Antonio Boldù (Venezia, 1450 circa – Genova, 19 settembre 1497) è stato un diplomatico e politico italiano della Repubblica di Venezia.

## Biografia
Figlio di Andrea, apparteneva ai patrizi Boldù del ramo di Santa Marina. Iniziò la carriera politica dopo gli studi universitari: capitano e provveditore a Legnago (1478, fu poi savio agli Ordini (1482-83) e provveditore generale dell'esercito (1489).
Nel 1489 fu inviato presso l'imperatore Federico III d'Asburgo per mediare il conflitto che lo opponeva a Mattia Corvino. Nello stesso momento era in corso una missione analoga presso il re d'Ungheria, affidata a Domenico Bollani. L'intervento veneziano fu importante per la conclusione della pace e il Boldù, insignito del titolo di cavaliere dal sovrano, poté tornare in patria nel 1490.
Proprio in quell'anno divenne podestà di Rovigo e provveditore generale nel Polesine. Nel 1492 divenne avogador di Comun assieme al già citato Bollani, contro il quale nel 1494 intentò una causa accusandolo di corruzione. Nel 1495 era visdomino di Ferrara e nel 1497 faceva parte della Zonta del Consiglio dei Dieci. In quello stesso anno fu mandato con Domenico Trevisan da Ferdinando d'Aragona per mediare la pace tra quest'ultimo e Carlo VIII di Francia. Non giunse tuttavia a destinazione poiché, ammalatosi lungo il viaggio, morì a Genova.
Fu amico di Alessandro Benedetti e di Pietro Bembo, il quale gli indirizzò una delle sue epistole familiari (24 giugno 1496).